# Raúl Meraz
Raúl Meraz Estrada (Ciudad de México; 13 de marzo de 1927 - 20 de abril de 1996) fue un actor mexicano de cine y televisión.
Estuvo casado con la también actriz Nora Veryán.

## Filmografía

### Cine
- Infamia (1991)
- Por tu maldito amor (1990)
- El aduanal (1990)
- La diosa del puerto (1989)
- Ser charro es ser Mexicano (1987)
- Muerte del federal de camiones (1987)
- Cementerio del terror (1985) .... Capitán
- Narco terror (1985)
- Vuelven los pistoleros famosos III (1985)
- Un hombre llamado el diablo (1983)
- Lagunilla, mi barrio (1981) .... Braulio
- Como perros rabiosos (1980)
- Ratas del asfalto (1978)
- Los hijos del diablo (1978)
- La presidenta municipal (1975)
- Chicano (1975)
- Pobre, pero honrada! (1973)
- Hoy he soñado con Dios (1972)  .... Don Enrique, productor
- Más allá de la violencia (1971)
- Trampa para una niña (1971)
- Los corrompidos (1971) .... José
- Rubí (1970) .... Padre de Maribel
- Mujeres de medianoche (1969) .... Ramiro
- Modisto de señoras (1969)
- La gran aventura (1969)
- La puerta y la mujer del carnicero (1968) .... Oficial federal cautivo por los villistas
- El pistolero desconocido (1967)
- La vuelta del Mexicano (1967)
- La captura de Gabino Barrera (1967) .... Luis Martínez
- El ojo de vidrio (1967)
- El Mexicano (1966)
- La Valentina (1966)
- Desnudarse y morir (1966)
- El dinamitero (1965)
- El anónimo (1965)
- El extra (1962)
- La pantera de Monte Escondido (1962)
- Los encapuchados del infierno (1962)
- Pilotos de la muerte (1962)
- Un par a todo dar (1961)
- Mujeres engañadas (1961)
- Bala perdida (1960)
- Nacida para amar (1959)
- Qué noche aquella (1959)
- Flor de canela (1959)
- El hombre que logró ser invisible (1958) .... Comandante Flores/Jefe de Policías Charles Ford
- Maratón de baile (1958)
- El gran espectáculo (1958)
- El águila negra vs. los diablos de la pradera (1958) .... Don Antonio
- Sucedió en México (1958)
- Con el dedo en el gatillo (1958)
- La tumba (1958)
- El vengador (1958)
- Gutierritos(1958)
- La diana cazadora (1957)
- La Faraona (1956)
- Pensión de artistas (1956)
- El crucifijo de piedra (1956)
- Tierra de hombres (1956)

### Telenovelas
- Canción de amor (1996) .... Guillermo
- El vuelo del águila (1994-1995) .... Francisco León de la Barra
- Agujetas de color de rosa (1994-1995) .... Padre de Julián
- Valentina (1993-1994) .... Don Rogelio Montero
- En carne propia (1990-1991) .... Don Alfonso Dumont
- Pobre señorita Limantour (1987) .... Raymundo
- Cuna de lobos (1986-1987) .... Don Carlos Larios
- Ave fénix (1986) .... Mr. Jackson
- Muchachita (1985-1986) .... Don Felipe Montesinos
- La pasión de Isabela (1984-1985) .... Miguel Castillo
- Una limosna de amor (1981-1982) .... Mora
- Juegos del destino (1980-1981) .... Bernardo
- Cancionera (1980) .... Bruno
- Sandra y Paulina (1980)
- Los ricos también lloran (1979-1980) .... Comisario Rivas
- Viviana (1978-1979) .... Lic. Ibáñez
- Rina (1977) .... Guillermo
- El mexicano (1977)
- Los bandidos del río frío (1976) .... Remigio
- Ven conmigo (1975-1976) .... Dr. Landeros
- Marina (1974)
- Los que ayudan a Dios (1973-1974) .... Dr. Horacio Bertiz
- Mi rival (1973)
- Aquí está Felipe Reyes (1972) .... Baldomero Encinas
- El carruaje (1972) .... Doctor Montero / Coronel
- El amor tiene cara de mujer (1971-1973)
- Los Caudillos (1968) .... Fernando VII
- Mariana (1968) .... Óscar
- Angustia del pasado (1967)
- Rocambole (1967)
- Sueña conmigo, Donaji (1967)
- Los medio hogares (1966) .... Sandoval
- Las abuelas (1965)
- Corona de lágrimas (1965-1966) .... Fernando Chavero Moncada
- México 1900 (1964) .... Juan de Iturbide
- San Martín de Porres (1964) .... Juan de Porres
- Vidas cruzadas (1963)
- La desconocida (1963) .... Guillermo
- La mesera (1963)